# 岡山県道459号若代神代線
岡山県道459号若代神代線（おかやまけんどう459ごう わかしろこうじろせん）は、岡山県真庭市を通る一般県道である。

## 概要
真庭市若代と真庭市神代を結ぶ。

### 路線データ
- 起点：真庭市若代（岡山県道32号新見勝山線交点）
- 終点：真庭市神代（国道181号交点）
- 総延長：7.3 km

## 歴史
- 1978年（昭和53年）10月17日 - 岡山県告示第820号により認定される。
- 2005年（平成17年）3月31日 - 新庄村以外の真庭郡の全町村と上房郡北房町が対等合併して真庭市が発足したことに伴い起終点の地名表記が変更される。

## 地理

### 通過する自治体
- 真庭市

### 交差する道路
| 交差する道路           | 交差する場所 | 交差する場所 |
| ---------------------- | ------------ | ------------ |
| 岡山県道32号新見勝山線 | 若代         | 起点         |
| 国道181号              | 神代         | 終点         |

### 交差する鉄道
- 姫新線

### 沿線
- 真庭市立富原小学校（起点付近）
- JR西日本姫新線 富原駅（起点付近）